# Superamas de Persée-Poissons

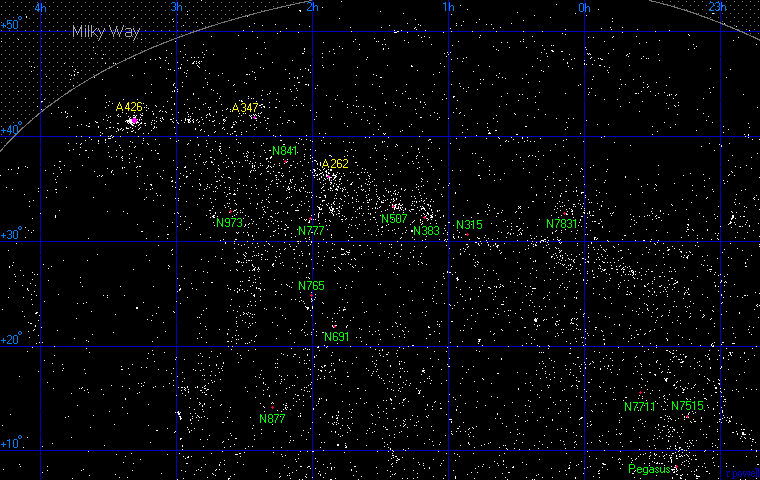
Carte du superamas de Persée-Poissons

Le superamas de Persée-Poissons (SCI 40) est l'une des plus grandes structures connues de l'Univers. Située à environ 250 millions d'années-lumière de la Terre, cette chaîne de groupes de galaxies s'étend sur environ 40° dans le ciel d'hiver de l'hémisphère nord dans les constellations de Persée et des Poissons. 
Le superamas de Persée-Poissons est l'une des deux concentrations dominantes de galaxies dans l'univers proche (moins de 300 millions d'années-lumière) qui sont placées de chaque côté du superamas local et le long du plan de notre galaxie. Ce superamas borde aussi un vide important, le vide du Taureau.